# 聯邦星艦企業號 (NCC-1701)

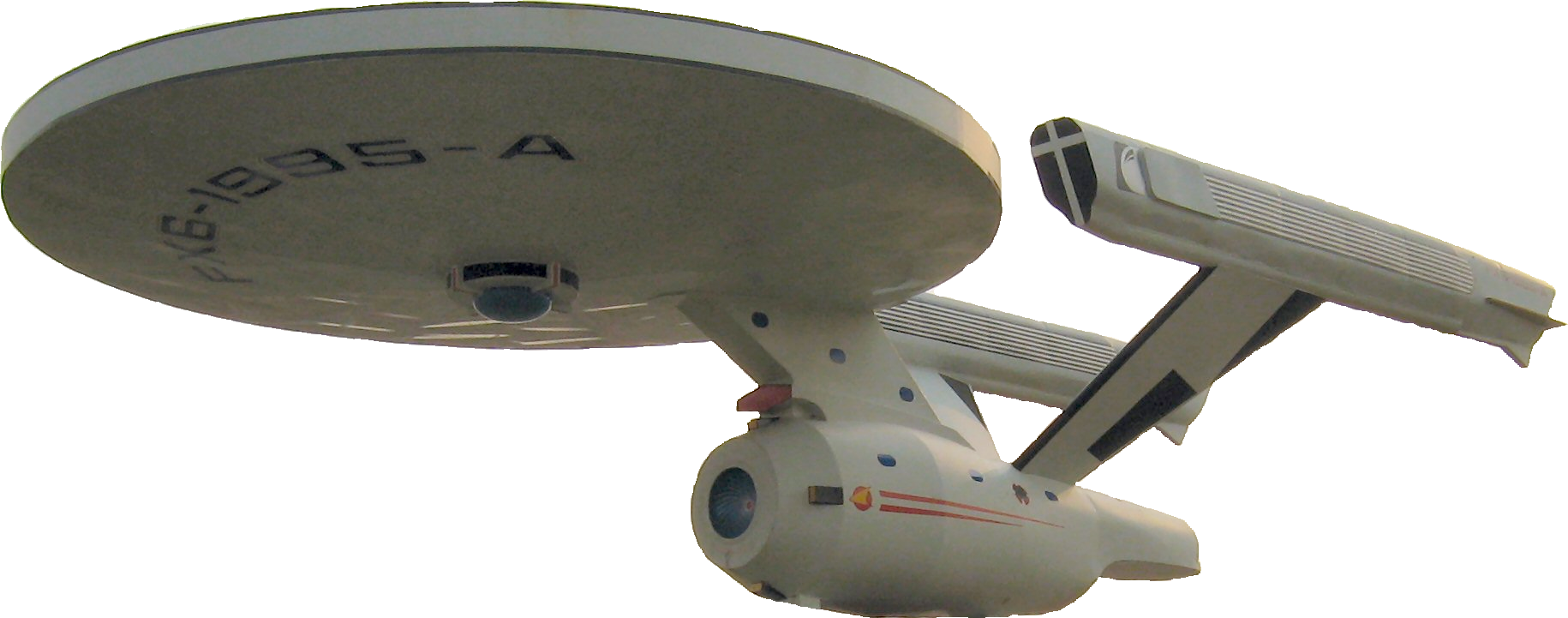
进取号图片

在《星际旅行》的虛擬宇宙中，聯邦星艦企業號（NCC-1701）是原先在美國國家廣播公司播映的原始影集中的主角船；在柯克艦長領導下，有著歷史上是頗具盛名的五年探索與外交任務。
這艘船艦是憲法級重型巡洋艦，於2245年服役。
在1966年到1969年影集播映時，船上的金属铭板將之列為「星艦級」。然而，在《銀河飛龍》劇集"Relics"顯示這艘船正式指定等級是憲法級星艦。選擇番號（登記號）為1701的考量是希望電視觀眾能一目了然。「NCC」的選擇則類比於現代民用航空器的識別碼。
此级的武装包括14门相位炮和7门鱼雷发射器
在中國大陸2009年引進電影《星际迷航》時，中文譯名為「企業號」。凱文時間線的第二部電影 《星际迷航：暗黑无界》改回「进取号」。

## 外部連結
- USS Enterprise (NCC-1701) 在阿尔法记忆的相关页面（一個的Wiki網站）